# Jaskinia Ciasna w Groniu
Jaskinia Ciasna w Groniu (Wąska, Niska) – jaskinia w Dolinie Małej Łąki w Tatrach Zachodnich. Ma dwa otwory wejściowe znajdujące się we wschodniej ścianie Pośredniej Małołąckiej Turni (nazywanej też Groniem), nad Małołąckim Ogrodem, w pobliżu Jaskini Strzelistej, na wysokościach 1690 i 1685 metrów n.p.m. Długość jaskini wynosi 30 metrów, a jej deniwelacja 5,1 metra. 

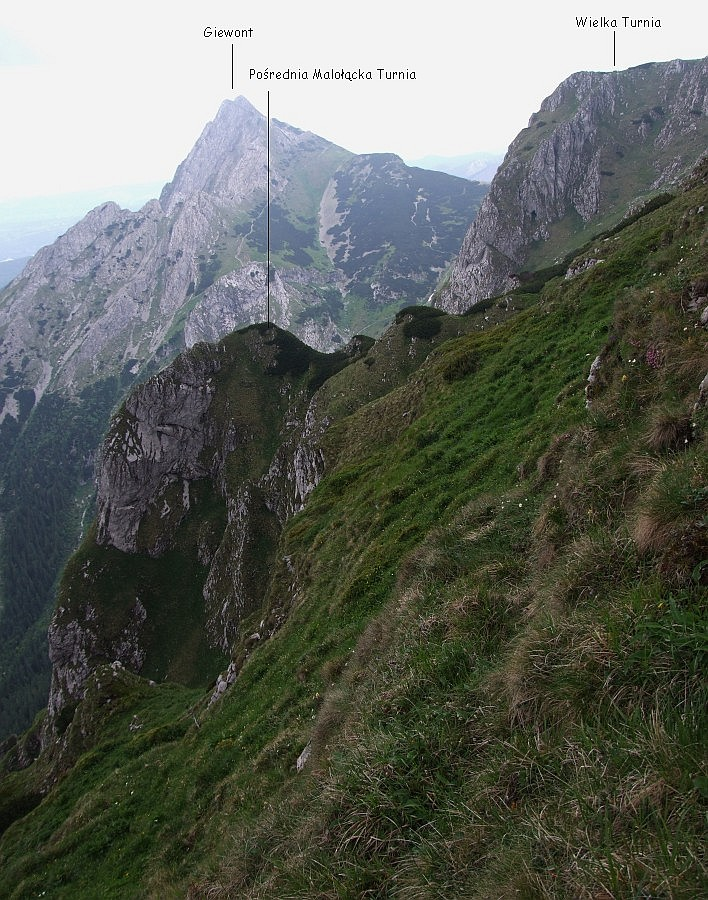
Pośrednia Małołącka Turnia

## Opis jaskini
Główny ciąg jaskini składa się z ciasnego, 9-metrowego korytarzyka zaczynającego się w otworze dolnym a kończącego się w małej salce. Z niej idzie do góry, przez prożek, 8-metrowy, równoległy do głównego ciągu korytarzyk.
Do górnego otworu można dostać się korytarzem, który po paru metrach od otworu dolnego odchodzi z głównego ciągu jaskini.
W jaskini można spotkać nacieki grzybkowe oraz mleko wapienne.
Najwięcej roślin kwiatowych oraz mchów i porostów występuje przy otworze dolnym.

## Historia odkryć
W. Habil, E. Korzeniewska, M. Kruczek i S. Wójcik z Zakopanego odkryli jaskinię podczas przeszukiwania stoków Wielkiej Turni. Było to 22 lipca 1959 roku. Jednak nie opublikowali tego tylko usypali kopczyk na końcu jaskini.
Później, ale w tym samym roku J. Rudnicki, podał informację o odkryciu używając nazwy Ciasna w Groniu.
Pierwszy opis jej położenia i wnętrza (pod nazwą Jaskinia Wąska) opublikował W. Habil w 1961 roku.